# Gesellschaft für Arterhaltende Vogelzucht
Die Gesellschaft für Arterhaltende Vogelzucht e. V. (GAV) ist ein Verein für Vogelzucht, der am 14. Juni 2014 gegründet wurde und die Rechtsform eines gemeinnützigen eingetragenen Vereins hat. Er unterscheidet sich in seiner Zielsetzung von anderen Vogelzüchtervereinigungen in Deutschland. Priorität hat die weltweite Zusammenarbeit mit zoologischen Einrichtungen und Wissenschaftlern.

## Aufgabe und Ziele
Durch die Arbeit der GAV sollen Möglichkeiten geschaffen werden, Vogelarten in Menschenobhut so zu erhalten, wie sie als Phänotyp in ihren jeweiligen Heimatgebieten auftreten. Zu diesem Zweck schließen sich interessierte Vogelhalter in sogenannten Fokusgruppen zusammen. Zuchtprojekte für einzelne Vogelarten werden in Zusammenarbeit mit zoologischen Einrichtungen initiiert. In Kooperation mit der EAZA bemüht sich die GAV beispielsweise seit 2015 um den Erhalt des stark bedrohten Schwalbensittichs (Lathamus discolor).
Anfang 2021 zählte die GAV insgesamt 45 europäische Zoos zu ihren Mitgliedern, darunter das Museum für Naturkunde Berlin und das Naturkundemuseum Erfurt als international anerkannte museale Einrichtungen. 62 wissenschaftliche Berater sind im Bedarfsfall für die GAV tätig. Diese Wissenschaftler sind als Spezialisten weltweit tätig und decken mit ihren Fachbereichen die wesentlichsten Teile der Ornithologie ab.
Seit dem Jahr der Gründung wird das GAV-Journal herausgegeben. Unregelmäßig organisiert die GAV Fachtagungen.
Standardisierte Schauvögel oder in Farbe und Gestalt veränderte Vogelindividuen sowie Hybridzuchten finden in der GAV keine Beachtung. Es werden keine Bewertungsschauen oder Ausstellungen ausgerichtet und keine Vogelbörsen organisiert.